# Ranulph
Ranulph ist ein männlicher englischer Vorname normannischer Abstammung.

## Namensherkunft und Bedeutung
Ranulf ist ein zusammengesetzter Name aus Ran-, das sich vielleicht von dem altnordischen rann (Haus) oder dem germanischen ragn (Ratschlag, Macht) ableiten lässt und -ulf, dass sich auf das altnordische Wort  úlfr (Wolf) zurückführen lässt:. Vergleiche dazu: Dänisch ulv, Isländisch úlfur, Schwedisch ulv, Norwegisch ulv, Färöisch úlvur.

## Bekannte Namensträger
- Ranulph Fiennes (Sir Ranulph Twisleton-Wykeham-Fiennes, 3. Baronet OBE; * 1944), britischer Forscher
- Ranulph de Gernon, 2. Earl of Chester (Ranulf IV. le Meschin, Ranulf von Gernon, Ranulf II. von Chester; * um 1099, † 1153), Vizegraf von Avranches
- Ranulph Glanville (1946–2014), britischer Philosoph und Architekt
- Robert Ranulph Marett (1866–1943), britischer Philosoph, Ethnologe, Volkskundler  und Religionswissenschaftler
- Ranulph le Meschin, 1. Earl of Chester (1074–1129), Vizegraf von Avranches in der Normandie
- Ranulph de Mortimer siehe Ralph de Mortimer; († nach 1104), anglo-normannischer Herr von Saint-Victor-en-Caux und Lord of Wigmore, Herefordshire, England

Siehe auch:
- Rainulf Drengot (auch Ranulph, Ranulf oder Rannulf), normannischer Abenteurer und der erste Graf von Aversa (1030–1045)
- Radulphus Brito (Raoul le Breton; † 1320), Grammatiker
- Ranulf